# UFC Fight Night: Maia vs. Askren
UFC Fight Night: Maia vs. Askren (conosciuto anche come UFC Fight Night 162 oppure UFC on ESPN+ 20) è stato un evento di arti marziali miste tenuto dalla Ultimate Fighting Championship il 26 ottobre 2019 al Singapore Indoor Stadium di Singapore.

## Risultati
|                          | Divisione             |                      |                 |                    | Metodo                                        | Round           | Tempo           | Premio          |
| Card Principale          | Card Principale       | Card Principale      | Card Principale | Card Principale    | Card Principale                               | Card Principale | Card Principale | Card Principale |
| ------------------------ | --------------------- | -------------------- | --------------- | ------------------ | --------------------------------------------- | --------------- | --------------- | --------------- |
|                          | Pesi welter           | Demian Maia          | batte           | Ben Askren         | Sottomissione (rear-naked choke)              | 3               | 3:54            | FOTN            |
|                          | Pesi leggeri          | Stevie Ray           | batte           | Michael Johnson    | Decisione maggioritaria (29–28, 29–28, 28–28) | 3               | 5:00            |                 |
|                          | Pesi leggeri          | Beneil Dariush       | batte           | Frank Camacho      | Sottomissione (rear-naked choke)              | 1               | 2:02            | POTN            |
|                          | Pesi massimi          | Cyril Gane           | batte           | Don'tale Mayes     | Sottomissione (heel hook)                     | 3               | 4:46            | POTN            |
|                          | Pesi welter           | Muslim Salikhov      | batte           | Laureano Staropoli | Decisione unanime (30–26, 30–26, 29–28)       | 3               | 5:00            |                 |
| Card Preliminare (ESPN+) |                       |                      |                 |                    |                                               |                 |                 |                 |
|                          | Pesi paglia femminili | Randa Markos         | batte           | Ashley Yoder       | Decisione non unanime (29–28, 28–29, 29–28)   | 3               | 5:00            |                 |
|                          | Pesi leggeri          | Rafael Fiziev        | batte           | Alex White         | Decisione unanime (29–28, 30–27, 30–27)       | 3               | 5:00            |                 |
|                          | Pesi piuma            | Movsar Evloev        | batte           | Enrique Barzola    | Decisione unanime (29–28, 29–28, 30–27)       | 3               | 5:00            |                 |
|                          | Pesi massimi          | Sergei Pavlovich     | batte           | Maurice Greene     | KO tecnico (pugni)                            | 1               | 2:11            |                 |
|                          | Pesi paglia femminili | Loma Lookboonmee     | batte           | Aleksandra Albu    | Decisione non unanime (30–27, 28–29, 30–27)   | 3               | 5:00            |                 |
|                          | Pesi massimi          | Raphael Pessoa Nunes | batte           | Jeff Hughes        | Decisione unanime (30–27, 30–27, 30–27)       | 3               | 5:00            |                 |

## Premi
I lottatori premiati ricevettero un bonus di 50.000 dollari.
Legenda:
- FOTN: Fight of the Night (vengono premiati entrambi gli atleti per il miglior incontro dell'evento)
- POTN: Performance of the Night (viene premiato il vincitore per la migliore performance dell'evento)